# 李必湖
李 必湖（り ひっこ、1946年2月 - ）は、中華人民共和国の農学者。トゥチャ族。ハイブリッド米の研究で知られている。中国共産党党員。第9、10期全国人民代表大会の代表。中国共産党第11回、12回全国代表大会代表。

## 経歴
1946年2月、湖南省沅陵県で生まれる。1966年に湖南省安江農業学校（現在の懐化職業技術学院）を卒業。同年、彼は袁隆平の助手となった。1976年に中国共産党入党。1984年、自身の母校である湖南省安江農業学校にて教員に着任し、以後、副学長、党委員会副書記、書記と昇任した。1988年、湖南雑交水稲研究所主任に就任。2003年に退任し、政界から引退した。

## 栄典
- 1978年、全国科学大会賞。
- 1978年、湖南省科学大会賞。
- 1980年、湖南省重大成果賞。
- 1981年、国家特等発明賞。
- 1982年、湖南省人民政府工作賞。
- 1984年、国家級有突出貢献的科技専家。
- 1988年、農業部科学技術委員会委員。
- 1989年、全国先進工作者。
- 1990年、国務院特殊津貼。
- 1996年、第一回「湖南科技之星」。
- 1997年、中華農業科教賞。
- 1998年、湖南省科技進歩二等賞。
- 1998年、湖南省科技進歩一等賞。
- 1999年、国家発明賞。
- 2001年、全国優秀科技工作者。
- 2002年、湖南省首批優秀専家。
- 2003年、湖南省科技進歩二等賞。
- 2004年、袁隆平農業科技賞。
- 2008年、中花農業英才賞。